# Río Laca Jahuira
Der Río Laca Jahuira (Aymara: Laq'a Jawira) ist ein Fluss in der Provinz Ladislao Cabrera im Departamento Oruro im Hochland des südamerikanischen Anden-Staates Bolivien.
Der Río Laca Jahuira hat seinen Ursprung in einer Höhe von 3686 m unmittelbar südlich vom Poopó-See, wo er sich in den feuchten Sommermonaten von Dezember bis März bildet, wenn die Wasseroberfläche am Poopósee ihren Höchststand erreicht. Das vom Poopósee abfließende Wasser fließt dann vorbei an der Ortschaft Pampa Aullagas in westlichen Richtungen und erreicht nach knapp 135 Kilometern den auf einer Höhe von 3657 m gelegenen Salzsee Salar de Coipasa, an dessen Ostufer der Wasserlauf versickert.
In der niederschlagsarmen Jahreszeit liefert der Río Desaguadero, Hauptzufluss des Poopósees, weniger Wasser in den See als dort durch Verdunstung verloren geht, so dass in den trockenen Wintermonaten der Wasserspiegel des Poopósees nach und nach wieder um einige Meter sinkt. In dieser Zeit wird der Zufluss von Wasser zum Río Laca Jahuira weitgehend unterbrochen, so dass auch der Laca Jahuira in diesen Monaten kaum Wasser führt.